# 18 Wheels of Steel

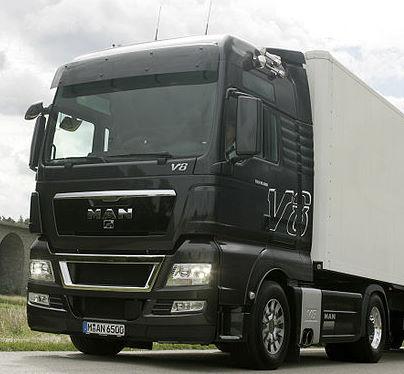
18 wheels of steel

18 Wheels of Steel là dòng game mô phỏng vận tải đường bộ do hãng SCS Software phát triển và được ValuSoft phát hành từ năm 2002 đến năm 2011, như một phần phụ của trò Hard Truck, với trò chơi đầu tiên trở thành tựa game Hard Truck thứ ba được phát hành.

## Phiên bản
| 2002 | Hard Truck: 18 Wheels of Steel         |
| 2003 | 18 Wheels of Steel: Across America     |
| 2004 | 18 Wheels of Steel: Pedal to the Metal |
| 2005 | 18 Wheels of Steel: Convoy             |
| 2006 | 18 Wheels of Steel: Haulin'            |
| 2007 | 18 Wheels of Steel: American Long Haul |
| 2008 |                                        |
| 2009 | 18 Wheels of Steel: Extreme Trucker    |
| 2010 |                                        |
| 2011 | 18 Wheels of Steel: Extreme Trucker 2  |

### Hard Truck: 18 Wheels of Steel[15 tháng 8 năm 2002]
Phần đầu tiên trong dòng game phát hành vào năm 2002.

### 18 Wheels of Steel: Across America[23 tháng 9 năm 2003]
Phần này rất giống với Hard Truck: 18 Wheels of Steel ngoại trừ việc mảng đồ họa được cập nhật, bổ sung thêm nhiều loại xe tải và hàng hóa hơn và một bản đồ mới được tạo cho phép người dùng đi khắp lục địa nước Mỹ, chu du qua 30 thành phố. Trong phiên bản này, người chơi có thể chọn từ 30 xe tải và hơn 40 xe đầu kéo. Thời gian được tạo thành từ tổng số 24 phút trong một ngày trên đồng hồ. Tựa game này tập trung vào việc vận chuyển hàng hóa. Người chơi cũng có được ba tay lái do AI điều khiển. Không giống như Hard Truck: 18 Wheels of Steel, Across America không có tính năng hẹn giờ ngủ. Có thêm mô hình giao thông được cải tiến cũng như máy bay, trực thăng và tàu hỏa với âm thanh sống động.

### 18 Wheels of Steel: Pedal to the Metal[30 tháng 8 năm 2004]
Trong phần này, được phát hành vào năm 2004, người dùng có thể đi qua toàn bộ lục địa nước Mỹ, cũng như qua miền bắc Mexico và miền nam Canada, chu du qua 30 thành phố. Phiên bản này mang bộ hẹn giờ ngủ quay trở lại trong game. Game có mô hình giao thông được cải thiện. 18 Wheels of Steel: Pedal to the Metal đòi có OpenGL. Game còn có bản đồ nhanh nhất cho đến nay ngoài Haulin và là trò chơi vận tải đường bộ đầu tiên sở hữu nhiều quốc gia.

### 18 Wheels of Steel: Convoy[1 tháng 9 năm 2005]
Trong phần cập nhật này, người chơi có thể du hành khắp nước Mỹ, cũng như miền nam Canada, dù có hơi khác so với 18 Wheels of Steel: Pedal to the Metal ở chỗ không có sự hiện diện các thành phố Mexico. Người chơi có thể đi qua hơn 30 thành phố và chọn từ hơn 35 xe tải lớn, hơn 45 xe chở hàng hóa và hơn 47 xe đầu kéo. Người chơi phải sử dụng chuột để quan sát bên ngoài buồng lái và nhìn vào gương. Đồ họa cũng được cải thiện nhiều trong phiên bản này, và người dùng dễ nhìn thấy tài xế trên các phương tiện khác và khi xe tải được "kéo thùng hàng" dưới 1500 vòng / phút, chúng sẽ thải ra khí thải màu đen giống như các xe tải cũ không được vi tính hóa. Tuy nhiên, các tính năng đồ họa khác như bảng đồng hồ đo tốc độ, mức dầu mỡ động đều được thay thế bằng các họa tiết vô tri đơn giản, mặc dù lỗi này và các lỗi nhỏ đều sửa chữa bằng bản vá do SCS Software phát hành vào năm 2008. Người chơi cũng có thể mua những thứ để tự bảo vệ mình.

### 18 Wheels of Steel: Haulin'[8 tháng 12 năm 2006]
Phần này bổ sung thêm nhiều thành phố hơn và có đồ họa sống động hơn, nhưng Mexico đã biến mất khỏi phiên bản này như trong Convoy. Game còn bổ sung thêm khả năng sử dụng nhạc nền tùy chỉnh và save game trong quá trình phân phối. Người dùng có thể chọn từ 32 xe tải lớn, 45 xe chở hàng và hơn 47 xe đầu kéo trong trò chơi, bao gồm cả xe đầu kéo đôi. Trò chơi không yêu cầu một máy tính quá mạnh để hoạt động bình thường vì nó có thể chạy ổn trên hầu hết những mẫu PC cũ hơn. Engine của game mang tên Prism3d, có thể không phản hồi trên card đồ họa cũ hơn, dẫn đến sự cố trong game khi khởi động trò chơi. Các quốc gia có mặt trong phần này bao gồm Mỹ và Canada.

### 18 Wheels of Steel: American Long Haul[3 tháng 12 năm 2007]
Phần này của trò chơi rất giống và có lối chơi tương tự như Haulin' nhưng với các công ty được đổi tên, 2 xe tải mới và 3 thành phố ở Mexico được thêm vào. Chín thành phố trước đó [Chihuahua, Guaymas, Monterrey, v.v...] từ 18 Wheels of Steel: Pedal to the Metal đã quay trở lại trong game trừ phần bản đồ cho từng thành phố được cập nhật đôi chút.

### 18 Wheels of Steel: Extreme Trucker[23 tháng 9 năm 2009]
Extreme Trucker cho phép người chơi vận chuyển hàng hóa tại bất kỳ khu vực nào trong ba khu vực chính của game: Đường Yungas (còn gọi là Đường Tử thần), Đường Mùa đông Tuktoyaktuk, và Vùng hẻo lánh của Úc. Phiên bản này trông khá khác biệt so với các phần trước vì toàn bộ khái niệm đều được thay đổi hết cả. Người chơi không còn có thể lái xe xung quanh tự do tự tại trừ khi họ quyết định đi vòng quanh bản đồ trong khi giao hàng, nhưng họ chỉ có thể chọn một đề nghị công việc từ menu lựa chọn nếu người dùng đã đáp ứng yêu cầu là có nhiều mẫu xe tải mới và hoàn thành công việc giao hàng. Những chiếc xe tải và xe hơi được mô phỏng dựa theo các thương hiệu thực, mặc dù người dùng không thể sở hữu bất kỳ phương tiện nào thông qua trò chơi và chỉ đơn giản là những tài xế xe tải đang tìm kiếm các công việc khác nhau. Tuy vậy, máy tính tầm thấp đến tầm thường ngày nay sẽ có thể chạy game mượt mà mà không bị tụt FPS xuống thấp. Game hầu như không được giới phê bình đón nhận hào hứng. Phiên bản này bị chỉ trích chủ yếu vì thay đổi khái niệm của dòng game này, nhưng lại được người chơi đón nhận và một số đánh giá tích cực về tựa game này cũng như khen ngợi trò chơi về phần đồ họa và lối chơi trong game.

### 18 Wheels of Steel: Extreme Trucker 2[6 tháng 1 năm 2011]
Được phát hành vào năm 2011, Extreme Trucker 2 là phần tiếp theo của phiên bản 18 Wheels of Steel: Extreme Trucker. Game có thêm hai địa điểm: Montana và Bangladesh, cùng một số mẫu xe chở hàng mới.